# Suzuya (cruzador de 1934)
O Suzuya (鈴谷) foi um cruzador pesado operado pela Marinha Imperial Japonesa e a terceira embarcação da Classe Mogami, depois do Mogami e Mikuma, e seguido pelo Kumano. Sua construção começou em dezembro de 1933 no Arsenal Naval de Yokosuka e foi lançado ao mar em novembro do ano seguinte, sendo comissionado em outubro de 1937. Era armado com uma bateria principal de dez canhões de 203 milímetros em cinco torres de artilharia triplas, tinha um deslocamento de mais de treze mil toneladas e conseguia alcançar uma velocidade máxima de 35 nós.
O Suzuya foi originalmente finalizado como um cruzador rápido armado com quinze canhões de 155 milímetros divididos em cinco torres de artilharia triplas. Ainda durante sua construção ele passou por modificações que incluíram a adição de protuberâncias antitorpedo e outras medidas para economizar peso. O navio foi colocado na reserva logo depois de ser comissionado na frota a fim de passar por novas modificações, que desta vez incluíram a substituição de seu armamento principal pelos canhões de 203 milímetros, o que fez o Suzuya ser redesignado como um cruzador pesado.
A embarcação teve uma carreira ativa na Segunda Guerra Mundial. Participou da ocupação da Cochinchina e da Invasão da Malásia e 1941, enquanto no ano seguinte se envolveu em um ataque contra forças britânicas no Oceano Índico, na Batalha de Midway e em operações da Campanha de Guadalcanal. O Suzuya passou a maior parte 1943 e 1944 movimentando-se entre bases, porém participou das batalhas do Mar das Filipinas e Golfo de Leyte em 1944. Nesta última, o cruzador foi alvo de dois ataques aéreos que o afundaram na tarde de 25 de outubro de 1944.